# Каспаров, Павел Владимирович
Па́вел Влади́мирович Каспа́ров (29 августа 1948, Амурская область — 3 февраля 2013) — советский и российский тележурналист, член-корреспондент Российской академии естественных наук.

## Биография
Родился 29 августа 1948 года в городе Куйбышевка-Восточная (позже переименован в Белогорск) Амурской области.
В 1972 году окончил Московский государственный педагогический институт иностранных языков им. Мориса Тореза. С 1974 г. работал на Гостелерадио СССР.
С 1980 по 1984 год — корреспондент Гостелерадио СССР в странах Западной Европы (Париж).
В 1985 году по просьбе главного редактора «Маяка» занялся утренними программами радиостанции: вёл передачи «Международный дневник», «Обозреватели за круглым столом».
С 1989 г. — заместитель директора Международной студии Центрального телевидения, руководитель и ведущий ежедневных и еженедельных международных передач: «Сегодня в мире», «Международная панорама», «Планета» и др.
С 1990 г. — политический обозреватель ЦТ — ведущий информационной программы «Время».
С 1991 г. — заместитель главного редактора Информационного телевизионного агентства 1-го канала Гостелерадио СССР и создатель-руководитель, создатель утреннего информационно-развлекательного канала «Телеутро».
В 1993—1994 годах — обозреватель международного отдела Информационного телевизионного агентства Российской государственной телерадиовещательной компании «Останкино», затем — заместителем главного редактора Информационного телевизионного агентства (ИТА) телекомпании ОРТ.
C момента создания ОРТ в 1995 году сохранил посты заместителя директора информационных программ и продюсера утренних программ. С 1997 г. — главный директор спутникового телевидения ОРТ. В дальнейшем перешёл в телекомпанию ТВЦ, в которой занимал должность директора Дирекции молодёжных программ.
С 1998 г. — генеральный директор телевидения и радио в телекомпании СНГ «Мир», создал и возглавлял, в качестве председателя Совета директоров «Бюро по информационной поддержке инвестиционных процессов в России»;
С 2001 г. — руководитель информационно-аналитического канала «Дата» на ТВЦ, директор Дирекции информационных общественно-политических и спортивных программ телеканала ТВЦ; с сентября 2001 по 2004 год — директор телеканала ТВЦ. С 2004 по 2006 год — советник генерального директора по региональным связям телеканала ТВЦ.
Скончался 3 февраля 2013 года на 65-м году жизни.
Павел Каспаров владел французским, английским и немецким языками. У него остались двое сыновей — Александр и Денис Каспаровы.